# Ole Højlund
Ole Højlund Pedersen (* 17. Februar 1943 in Aarhus, Dänemark) ist ein ehemaliger dänischer Radrennfahrer.

## Sportliche Laufbahn
Er startete für den Herning Cycling Club.
1964 startete Ole Højlund im Straßenrennen der Olympischen Spiele in Tokio und belegte Platz 15 im olympischen Straßenrennen und mit der Mannschaft Platz sieben. Im selben Jahr wurde er sowohl nordischer als auch dänischer Meister im Mannschaftszeitfahren. Mit der Fyen Rundt gewann er 1964 eines der traditionsreichsten Radrennen in Dänemark. 1965 wurde er zweifacher nordischer Meister – im Straßenrennen sowie im Teamzeitfahren –, erneut dänischer Meister im Teamzeitfahren und gewann international zwei Etappen der Tour de l’Avenir.
1966 wurde Højlund mit Verner Blaudzun, Fleming Wisborg und Per Nørup-Hansen auf dem Nürburgring Weltmeister im Mannschaftszeitfahren. 1968 startete er ein zweites Mal bei Olympischen Spielen. Im Straßenrennen wurde er 26., mit dem Team belegte er Platz vier.
Dreimal – 1967, 1968 und 1969 – bestritt Højlund die Internationale Friedensfahrt. 1968 entschied er die 13. Etappe von Krakau nach Rzeszów für sich.

## Ehrungen
Zum 50. Jubiläum ihres WM-Sieges wurden Blaudzun, Wisborg, Norup Hansen und Højlund im Rathaus von Aarhus empfangen. Zu diesem Zeitpunkt hatten sich die vier Männer seit 48 Jahren nicht mehr getroffen. Højlund lebt weiterhin in seiner Heimatstadt; seine WM-Medaille ging allerdings bei einem Umzug verloren.

## Erfolge
1964
- Dänischer Meister – Mannschaftszeitfahren (mit Erik Skelde, Gunnar Asmussen und Thorvald Knudsen)

1965
- zwei Etappen Tour de l’Avenir
- eine Etappe Schweden-Rundfahrt
- Dänischer Meister – Mannschaftszeitfahren (mit Gunnar Asmussen, Thorkild Berg und Per Frandsen)

1966
- Weltmeister – Mannschaftszeitfahren (mit Verner Blaudzun, Fleming Wisborg und Per Norup Hansen)

1968
- eine Etappe Friedensfahrt